# فجوة النطاق

تمثيل لفجوة النطاق في مخطط تركيب النطاق لشبه موصل.

فجوة الطاقة أو فجوة النطاق أو فجوة طاقة Bandgap هي عبارة عن مجال طاقي في عازل أو شبه موصل لا يمكن للإلكترونات أن تتواجد فيه . بالنظر إلى مخططات تركيب النطاق الإلكتروني للأجسام الصلبة نجد أن فجوة النطاق تمثل الفرق الطاقي، والذي غالباً ما يعبر عنه بالإلكترون فولت eV، بين نطاق التكافؤ (سفلي) و نطاق التوصيل (علوي) . تبرز خاصة فجوة النطاق في العوازل وأشباه الموصلات حيث تحدد قيمة الفجوة الكثير من الخصائص البصرية والكهربائية للجسم الصلب، أما في الموصلات الكهربائية فإن نطاقي التكافؤ والتوصيل متداخلان، لذلك ليس لديها فجوة نطاقة وتستطيع الإلكترونات الحركة فيهما بحرية.

## التأثيرات

### التوصيل الكهربائي
يمكن للإلكترونات المثارة فقط في نطاق التوصيل أن تتحرك عمليًا بحرية عبر مادة صلبة وتساهم في الموصلية الكهربائية. في درجات الحرارة المحدودة ، توجد دائمًا بعض الإلكترونات في نطاق التوصيل بسبب الإثارة الحرارية ، لكن عددها يختلف اختلافًا كبيرًا مع حجم فجوة النطاق. بناءً على ذلك ، يتم التصنيف وفقًا لـ الموصلات ، أشباه الموصلات n و العوازل. الحدود الدقيقة بين تلك النطاقات غير واضحة تماما ، ولكن يمكنك استخدام قيم الحدود التالية كقاعدة عامة:
- لا توجد فجوات في الموصلات.
- تحتوي أشباه الموصلات على فجوة نطاق طاقة تتراوح بين 0.1 إلى ≈ 4 ؛ eV.
- غير الموصلات (العوازل) الكهربية لها فجوة نطاق أكبر من 4 إلكترون فولط. " />

### الخصائص البصرية
ترتبط قدرة المادة الصلبة على امتصاص الضوء بخاصية امتصاص طاقة الفوتون en  بواسطة الإلكترونات فتصبح إلكترونات مثارة . نظرًا لعدم إمكانية إثارة أي إلكترون في المنطقة المحظورة (فجوة النطاق) بين نطاقي التكافؤ والتوصيل ، يجب أن تتجاوز طاقة الفوتون {\displaystyle E_{p}} طاقة فجوة النطاق{\displaystyle E_{g}} :
{\displaystyle E_{p}>E_{g}}
وإلا فلا يمكن امتصاص الفوتون.
تقترن طاقة الفوتون بـ تردد {\displaystyle \,\nu } الإشعاع الكهرومغناطيسي بالصيغة:
{\displaystyle h.\,\nu } = Ep
حيث h ثابت بلانك .
إذا كان للمادة الصلبة فجوة نطاق ، فهي بالتالي تكون شفافة للإشعاع تحت تردد معين / أعلى من طول موجي معين (بشكل عام ، هذه العبارة ليست صحيحة تمامًا ، نظرًا لوجود احتمالات أخرى ، مثل امتصاص طاقة الفوتون . يمكن اشتقاق القواعد التالية تحديدًا لنفاذية الضوء المرئي (طاقات الفوتون حول 2 إلكترون فولط eV):
1. المعادن لا يمكن أن تكون شفافة.
2. المواد الصلبة الشفافة هي في الغالب عوازل (مثل الزجاج وبعض أنواع البلاستيك ). ومع ذلك ، هناك أيضًا مواد موصلة للكهرباء ذات نفاذية عالية نسبيًا ، على سبيل المثال أكاسيد شفافة موصلة للكهرباء.

نظرًا لأن امتصاص الفوتون مرتبط بإثارة الإلكترون من نظاق التكافؤ إلى نطاق التوصيل ، فهناك علاقة بين حدوث الضوء والتوصيل الكهربائي. على وجه الخصوص ، تتناقص المقاومة الكهربائية لأشباه الموصلات مع زيادة شدة الضوء ، والتي على سبيل المثال يمكن استخدامها مع المستشعرات الضوئية .

## أمثلة
| المادة                   | الرمز | فجوة النطاق(eV) عند 302K | المرجع |
| ------------------------ | ----- | ------------------------ | ------ |
| سيليكون                  | Si    | 1.11                     | [ 2 ]  |
| سيلينيوم                 | Se    | 1.74                     |        |
| جرمانيوم                 | Ge    | 0.67                     | [ 2 ]  |
| كربيد السيليكون          | SiC   | 2.86                     | [ 2 ]  |
| فوسفيد الألومنيوم        | AlP   | 2.45                     | [ 2 ]  |
| زرنيخيد الألومنيوم       | AlAs  | 2.16                     | [ 2 ]  |
| إثميد الألومنيوم         | AlSb  | 1.6                      | [ 2 ]  |
| نتريد الألومنيوم         | AlN   | 6.3                      |        |
| ألماس                    | C     | 5.5                      |        |
| فوسفيد الغاليوم الثلاثي  | GaP   | 2.26                     | [ 2 ]  |
| زرنيخيد الغاليوم الثلاثي | GaAs  | 1.43                     | [ 2 ]  |
| نتريد الغاليوم الثلاثي   | GaN   | 3.4                      | [ 2 ]  |
| كبريتيد الغاليوم الثنائي | GaS   | 2.5                      |        |
| إثميد الغاليوم           | GaSb  | 0.7                      | [ 2 ]  |
| نتريد الإنديوم الثلاثي   | InN   | 0.7                      | [ 3 ]  |
| فوسفيد الإنديوم الثلاثي  | InP   | 1.35                     | [ 2 ]  |
| زرنيخيد الإنديوم الثلاثي | InAs  | 0.36                     | [ 2 ]  |
| أكسيد الزنك              | ZnO   | 3.37                     |        |
| كبريتيد الزنك            | ZnS   | 3.6                      | [ 2 ]  |
| سيلينيد الزنك            | ZnSe  | 2.7                      | [ 2 ]  |
| تيلوريد الزنك            | ZnTe  | 2.25                     | [ 2 ]  |
| كبريتيد الكادميوم        | CdS   | 2.42                     | [ 2 ]  |
| سيلينيد الكادميوم        | CdSe  | 1.73                     | [ 2 ]  |
| تيلوريد الكادميوم        | CdTe  | 1.49                     | [ 4 ]  |
| كبريتيد الرصاص الثنائي   | PbS   | 0.37                     | [ 2 ]  |
| سيلينيد الرصاص الثنائي   | PbSe  | 0.27                     | [ 2 ]  |
| تيلوريد الرصاص الثنائي   | PbTe  | 0.29                     | [ 2 ]  |
| أكسيد النحاس الثنائي     | CuO   | 1.2                      | [ 5 ]  |
| أكسيد النحاس الأحادي     | Cu2O  | 2.1                      | [ 6 ]  |